# Methona maxima
Methona maxima är en fjärilsart som beskrevs av Forbes 1943. Methona maxima ingår i släktet Methona och familjen praktfjärilar. Inga underarter finns listade i Catalogue of Life.